# Karl Wilhelm Meissner
Karl Wilhelm Meissner (* 15. Dezember 1891 in Reutlingen; † 13. April 1959) war ein deutsch-US-amerikanischer Physiker.

## Leben

### Abstammung
Karl Wilhelm Meissner wurde am 15. Dezember 1891 in Reutlingen geboren. Sein Vater Karl Emil Meissner war als Buchhändler Angestellter der Reutlinger Buchdruckerei und Verlagsbuchhandlung Ensslin & Laiblin. Die Familie war evangelisch.

### Ausbildung
Karl Wilhelm Meissner studierte in Tübingen und München Physik. Während seines Studiums wurde er Mitglied der Studentenverbindung A.V. Virtembergia zu Tübingen. Bei dem bekannten Spektroskopiker Friedrich Paschen wurde Meissner am 30. Juli 1915 mit der Dissertation Untersuchungen und Wellenlängenmessungen im roten und infraroten Spektralbereich promoviert. Noch als Student hatte sich Meissner mit einem Paukenschlag Eingang in die Welt der Wissenschaft verschafft, er bewies nämlich, dass auf der Sonne Sauerstoff vorkommt.

### Erste Tätigkeiten
Doch konnte er zunächst nach seiner Promotion keine wissenschaftliche Anstellung finden und musste eine Lehrtätigkeit an der Oberrealschule in Cannstatt annehmen. Ab 1916 wurde er jedoch wissenschaftlicher Assistent am Physikalischen Institut der Universität Zürich bei Edgar Meyer. Hier wandte sich Meissner der Erforschung des Spektrums des Edelgases Neon zu. Mit den Ergebnissen dieser Forschungsarbeiten konnte sich Meissner 1918 habilitieren.

### Heirat
In Zürich lernte Meissner die jüdisch-polnische Physikdoktorandin Ita Blima Kohn kennen. Meissner und Kohn heirateten am 27. September 1919. Kohn wird auch als Janka Kohn oder Janka Yeta Kohn erwähnt, weitere Details zu ihr liegen aber nicht vor. Ob sie während ihrer Ehe mit Meissner auch am Frankfurter Physikalischen Institut arbeitete, ist unklar, doch soll ihr noch vor der Entlassung ihres Mannes das Betreten des Instituts verboten worden sein.

### Karriere
1925 erhielt Meissner eine Berufung als 1. Assistent an das Physikalische Institut der Universität Frankfurt am Main (Direktor: Richard Wachsmuth) und als nichtbeamteter außerordentlicher Professor an der Universität Frankfurt. Nach der Emeritierung des Lehrstuhlinhabers für Astronomie, Martin Brendel, wurde Meissner 1927 zum ordentlichen Professor für Astronomie an der Universität Frankfurt berufen. Die Berufung brachte ein großes Arbeitspensum mit sich. Er musste nicht nur die Astronomie und Astrophysik an der Universität Frankfurt vertreten, sondern auch seine bisherigen Aufgaben im Physikalischen Institut (z. B. die höhere Experimentalphysik) weiter wahrnehmen. Nach der Emeritierung von Wachsmuth 1932 wurde Meissner zum ordentlichen Professor für Experimentalphysik und Direktor des Physikalischen Instituts berufen.
Hier in Frankfurt entfaltete Meissner seit 1925 eine fruchtbare und außerordentlich erfolgreiche Forschungstätigkeit. Im Anschluss an die Erforschung des Neon-Spektrums wandte er sich der Erforschung des Argon-Spektrums zu. Um weiter in die Geheimnisse des Atombaus einzudringen, war eine wichtige Aufgabe, die Genauigkeit der spektroskopischen Untersuchungen laufend zu verbessern. In diesem Zusammenhang entwickelte er die sog. Atomstrahlmethode (gleichzeitig und unabhängig von R. Minkowski und H. Bruck) und konnte damit Spektren mit bisher unerreichter Genauigkeit aufnehmen. Mit diesem Hilfsmittel erforschte Meissner die sog. Hyperfeinstruktur der Spektren und konnte erstmals aus spektroskopischen Daten das magnetische Moment eines Atomkerns (Kalium) bestimmen.

### Zeit des Nationalsozialismus
Mit der nationalsozialistischen Machtergreifung 1933 brachen für das Ehepaar Meissner unruhige Zeiten an, da Frau Meissner jüdischer Abstammung war. Karl Wilhelm Meissner war jedoch von dem „Gesetz zur Wiederherstellung des Berufsbeamtentums“, das die NS-Regierung benutzte, um jüdische Professoren von den Universitäten zu verdrängen, nicht betroffen, da ein Paragraph für den Fall einer Ehe mit einer jüdischen Ehefrau nicht enthalten war, und hatte an der Frankfurter Universität auf Grund seiner hervorragenden Forschungen und der Beliebtheit seiner Lehrveranstaltungen eine unangefochtene Stellung. Doch änderte sich dies plötzlich, als ein Spendensammler der NS-Volkswohlfahrt sich Ende 1936 mit der Beschwerde, Meissner habe keine Spende geben wollen, an den Rektor der Universität Frankfurt wandte. Zwar wurde der Konflikt durch einen Vertreter des Rektors gütlich beigelegt, doch Rektor und Kanzler schickten noch am 14. Dezember 1936 einen Bericht an den Reichsminister für Wissenschaft, Erziehung und Volksbildung, der in dem Satz gipfelte „… halte ich es für wünschenswert, Professor Meissner in den Ruhestand zu versetzen“. Eine wichtige Rolle spielte dabei die Tatsache, dass Frau Meissner Jüdin war. Tatsächlich wurde daraufhin Meissner am 19. Mai 1937 in den Ruhestand versetzt, also entlassen. Die Entlassung erfolgte wegen „Verwaltungsvereinfachung“.

### Auswanderung in die USA
Nach schwierigen Verhandlungen fand Meissner eine Stelle am Worcester Polytechnic Institute in Worcester (Massachusetts) in den USA. Am 15. November 1938 verließen die Meissners Deutschland unfreiwillig, um in den USA ein Leben in Freiheit zu führen. Noch vor der Abreise war Frau Meissner schwer erkrankt. Sie erholte sich nicht mehr und starb schließlich am 9. Juli 1939 in Worcester.
Am Polytechnic Institute unterrichtete Meissner undergraduate students, d. h., das Niveau der Vorlesungen entsprach etwa dem Stoff, der in Deutschland in der gymnasialen Oberstufe und in den Anfangssemestern des Studiums gelehrt wird. Eine Forschungstätigkeit war nicht möglich. Nach Beginn des Zweiten Weltkriegs wurde jedoch die Purdue University in Lafayette (Indiana) auf Meissner aufmerksam und berief ihn im November 1941. An der Purdue University erforschte Meissner weiterhin spektroskopische Probleme mit Präzisionsmethoden. Insbesondere benutzte er spektroskopische Messungen großer Genauigkeit zur Festlegung eines Längennormals. Hier war er bis zu seinem Tod tätig.

### Zweite Ehe
1942 heiratete Meissner in zweiter Ehe Hanna Hellinger  (* 29. Oktober 1895 in Breslau; † 8. Februar 1989 in Lafayette (Indiana)), die Tochter des Breslauer Kaufmanns Emil Hellinger und Schwester des Mathematikers Ernst Hellinger. Laut dem Frankfurter Institut für Stadtgeschichte machte Hanna Hellinger 1915 in Breslau das Abitur. Sie studierte danach zuerst Naturwissenschaften, dann Staats- und Rechtswissenschaften in Breslau, Berlin, Kiel und Frankfurt. Von 1917 bis 1919 arbeitete sie als wissenschaftliche Hilfskraft am Institut für Weltwirtschaft und Seeverkehr in Kiel und wurde 1920 in Frankfurt promoviert. Anschließend arbeitete Hellinger in Frankfurt an verschiedenen Stellen in der Fürsorge, bevor sie für zwei Jahre nach Österreich ging.  Ab 1924 war sie Fürsorgerin in Berlin und wechselte 1928 wieder nach Frankfurt, wo sie ab dem 1.  Oktober 1928 erst probeweise, und dann ab 1929 dauerhaft im Fürsorgeamt angestellt war.
Aufgrund ihres  jüdischen Glaubens wurde Hanna Hellinger am 11. August 1933 unter Berufung auf das Gesetz zur Wiederherstellung des Berufsbeamtentums in den Ruhestand versetzt. Laut den Frankfurter Meldeunterlagen war sie ab dem „30.7.34 auf Reisen“, hielt sich aber im April 1935 noch oder wieder in Frankfurt auf. Wann sie emigrierte und in die USA ging, ist nicht bekannt. Die Datenbank von Ellis Island enthält nur einen Eintrag zu Hanna Hellinger. Demnach reiste sie am 20. Mai 1938 von Southampton kommend in die USA ein. Sie verfügte jedoch über ein am 3. August 1938 in Washington ausgestelltes Visum, und als ihr letzter dauerhafter Wohnsitz ist Chicago angegeben. Das heißt aber, dass sie bereits früher in die USA gekommen sein muss.
Hanna Hellinger, die sich nach ihrer Ehe Hanna H. Meissner nannte, lehrte seit 1943 wie ihr Mann an der Purdue University, allerdings Soziologie und Sozialarbeit. Spuren ihres Werkes finden sich im Katalog der Deutschen Nationalbibliothek und im WorldCat.
Im Hessischen Hauptstaatsarchiv in Wiesbaden gibt es eine Wiedergutmachungsakte über sie. Da ihr Bruder Ernst Hellinger Professor für Mathematik an der Frankfurter Universität gewesen war, ist es wahrscheinlich, dass die Meissners Hanna Hellinger schon von Frankfurt her kannten.

### Tod
1959 brach Meissner zu einer Europareise auf. Er starb während der Überfahrt am 13. April 1959 „auf hoher See, an Bord SS. Ivernia“.

## Wissenschaftliche Bedeutung
Der Atombau und die quantenmechanischen Gesetze, die die Vorgänge in den Atomen beherrschen, wurden anhand der Atomspektren erforscht. Die Experimente zeigten bald, dass Gesetze der klassischen Physik versagten. Insofern waren genaue experimentelle Daten über Spektren der Atome von großer Bedeutung für die theoretischen Physiker, die neue, bisher unbekannte Zusammenhänge suchten. Meissner arbeitete in dieser entscheidenden Phase der modernen Physik in der ersten Hälfte des 20. Jahrhunderts als einer der führenden Spektroskopiker an dieser Entwicklung mit und stellte experimentelles Material bereit, an dem die Theoretiker ihre Vorstellungen prüfen konnten. Ein Werkzeug großartiger Experimente war die von Meißner erfundene und in die Spektroskopie eingeführte Atomstrahlmethode.

## Schriften
Meissner hat 89 wissenschaftliche Arbeiten verfasst, überwiegend Aufsätze in wissenschaftlichen Fachzeitschriften. Hervorzuheben ist seine Monographie Spektroskopie, de Gruyter, Berlin 1935, (= Sammlung Göschen. 1091), ferner Handbuchartikel für das Handbuch der physikalischen Optik (1928) und das Handbuch der Astrophysik (1933 und 1936).
Eine vollständige Liste der Veröffentlichungen findet man in der Biographie von Valentin Wehefritz.